# Адріано Б'яселла
Адріано Б'яселла (італ. Adriano Biasella; нар. 1 вересня 1980) — колишній італійський тенісист.
Найвищу одиночну позицію світового рейтингу — 389 місце досяг 19 листопада 2007, парну — 342 місце — 23 липня 2007 року.

## Фінали ATP Челленджер і ITF Ф'ючерс

### Одиночний розряд: 7 (1–6)
| ATP Челленджер (0–0) |
| ITF Ф'ючерс (1–6)    |

| Результат | В-П | Дата     | Турнір              | Рівень  | Покриття   | Суперник          | Рахунок            |
| --------- | --- | -------- | ------------------- | ------- | ---------- | ----------------- | ------------------ |
| Поразка   | 0–1 | Бер 2006 | Четумаль, Мексика   | Ф'ючерс | Тверде     | Марсель Фельдер   | 3–6, 3–6           |
| Перемога  | 1–1 | Бер 2007 | Гатіно, Канада      | Ф'ючерс | Тверде (i) | Фредерік Ніємеєр  | 3–6, 7–6(9–7), 6–4 |
| Поразка   | 1–2 | Тра 2007 | Орандж-Парк, США    | Ф'ючерс | Ґрунт      | Стефано Янні      | 3–6, 6–1, 4–6      |
| Поразка   | 1–3 | Чер 2007 | Софія, Болгарія     | Ф'ючерс | Ґрунт      | Жан-Рене Лінар    | 5–7, 7–6(8–6), 4–6 |
| Поразка   | 1–4 | Сер 2007 | Валенсія, Венесуела | Ф'ючерс | Тверде     | Сантьяго Гонсалес | 4–6, 3–6           |
| Поразка   | 1–5 | Вер 2008 | Клермонт, США       | Ф'ючерс | Тверде     | Тигран Мартиросян | 3–6, 4–6           |
| Поразка   | 1–6 | Лют 2009 | Наукальпан, Мексика | Ф'ючерс | Тверде     | Віктор Ромеро     | 7–6(7–2), 2–6, 1–6 |

### Парний розряд: 9 (4–5)
| ATP Челленджер (1–2) |
| ITF Ф'ючерс (3–3)    |

| Результат | В-П | Дата     | Турнір                    | Рівень     | Покриття | Партнер            | Суперники                                     | Рахунок            |
| --------- | --- | -------- | ------------------------- | ---------- | -------- | ------------------ | --------------------------------------------- | ------------------ |
| Поразка   | 0–1 | Лип 2001 | Піттсбург, США            | Ф'ючерс    | Ґрунт    | Скотт Ліпскі       | Ендрю Коломбо Бо Годж                         | 1–6, 7–6(8–6), 4–6 |
| Перемога  | 1–1 | Вер 2005 | Сассарі, Італія           | Ф'ючерс    | Тверде   | Андрій Голубєв     | Фаррух Дустов Мануель Гасбаррі                | 7–6(8–6), 6–1      |
| Перемога  | 2–1 | Жов 2005 | Арцакена, Італія          | Ф'ючерс    | Тверде   | Алессандро Аккардо | Андреас Фашинґ Константін Ґрубер              | 6–3, 6–3           |
| Перемога  | 1–0 | Вер 2006 | Генуя, Італія             | Челленджер | Ґрунт    | Марсело Чарпентьєр | Джеймі Дельгадо Джеймі Маррей                 | 6–4, 4–6, [13–11]  |
| Перемога  | 3–1 | Тра 2007 | Орандж-Парк, США          | Ф'ючерс    | Ґрунт    | Стефано Янні       | Колін Ебелтіт Клінтон Томсон                  | 4–6, 6–3, 7–6(7–5) |
| Поразка   | 3–2 | Лип 2007 | Тулон, Франція            | Ф'ючерс    | Ґрунт    | Марсель Фельдер    | Огюстен Гансс Давід Марреро                   | 6–2, 3–6, 6–7(5–7) |
| Поразка   | 1–1 | Лип 2007 | Монтобан, Франція         | Челленджер | Ґрунт    | Жан-Рене Лінар     | Марк Форнель Местрес Габрієль Трухільйо Солер | 3–6, 5–7           |
| Поразка   | 3–3 | Лют 2009 | Тустла-Гутьєррес, Мексика | Ф'ючерс    | Тверде   | Ніколаус Мозер     | Клаудіо Грассі Меттью Робертс                 | 4–6, 5–7           |
| Поразка   | 1–2 | Лип 2009 | Реканаті, Італія          | Челленджер | Ґрунт    | Андрій Голубєв     | Фредерік Нільсен Джозеф Сіріанні              | 4–6, 6–3, [6–10]   |